# Eugnathia
Eugnathia là một chi bướm đêm thuộc họ Erebidae.